# Rotterdam Opslag en Afvang Demonstratieproject
Het Rotterdam Opslag en Afvang Demonstratieproject (ROAD) was een initiatief van E.ON (nu Uniper) en GDF Suez (nu Engie) om vanaf 2015 CO2 af te vangen van de nieuwe kolengestookte elektriciteitscentrale op de Maasvlakte en de CO2 in lege of bijna lege gasvelden onder de Noordzee op te slaan. Het P18-gasveld is gelegen op 20 km uit de kust van Hoek van Holland in het Nederlandse deel van de Noordzee. ROAD zou het eerste geïntegreerde demonstratieproject voor CO2-afvang en opslag (CCS) in Nederland zijn op industriële schaal. Dit project werd eind juni 2017 definitief afgeblazen.

## CO2-afvang en opslag (CCS)
De verwachting is dat CCS-geotechnologie zich wereldwijd zal ontwikkelen. Doorontwikkeling van de benodigde geotechnologie en schaalvergroting moet CCS in de nabije toekomst rendabel maken. De verwachting is dat de afvang en opslag zich tot een van de beleidsinstrumenten met betrekking tot de klimaatverandering zal ontwikkelen en dat het bedrijfsleven het vanaf 2020 effectief kan toepassen.

## Demonstratieproject K12-veld
Het demonstratieproject van het Nederlandse K12-B veld is aan ROAD voorafgegaan. Sinds 1 maart 2005 is in het K12-B veld op experimentele basis CO2 geherinjecteerd in het gasreservoir op een diepte van 3.800 meter onder de zeebodem waaruit het is geproduceerd voor permanente opslag en verbeterde aardgaswinning. Het CO2-herinjectiereservoir ligt op 100 kilometer uit de kust van Den Helder. Het reservoir maakt deel uit van het Perm bekken. Het project staat bekend onder de naam ORC (Offshore Reinjection of CO2).
Een hoeveelheid van 0,02 miljoen ton CO2 uit eigen productie werd zonder dat dit tot problemen geeft geleid in het reservoir geïnjecteerd. Deze hoeveelheid kan op industriële schaal worden opgevoerd tot 0,50 miljoen ton CO2 per jaar. Het monitoren bestond uit het vergelijken van de in de putten waargenomen druk en temperatuur met de tijdens de modellering voorspelde druk en temperatuur.

### CCS-demonstratieprojecten op het Nederlands Continentaal Plat[bron?]
| CCS-project | veldnaam | platform  | reservoir  | afdichting | max. opslagcapaciteit |
| ----------- | -------- | --------- | ---------- | ---------- | --------------------- |
|             |          |           |            |            |                       |
| ..          | K12-A    | K12-A     | Rotliegend | zout       | 5-10 miljoen ton CO2  |
| ORC         | K12-B    | K12-B     | Rotliegend | zout       | 20-50 miljoen ton CO2 |
| ..          | K12-C    | K12-C     | Rotliegend | zout       | 5-10 miljoen ton CO2  |
| ..          | K12-D    | K12-D     | Rotliegend | zout       | 2,5-5 miljoen ton CO2 |
|             |          |           |            |            |                       |
| ..          | P18-2    | P18 Alpha | Trias      | kleisteen  | 20-30 miljoen ton CO2 |
| ROAD        | P18-4    | P18 Alpha | Trias      | kleisteen  | 5-10 miljoen ton CO2  |
| ..          | P18-6    | P18 Alpha | Trias      | kleisteen  | 2,5 miljoen ton CO2   |

Het K12-B-reservoir dat onder een zoutlaag ligt, heeft op een diepte van 3.800 meter een temperatuur van 128 graden Celsius.

Het P18-4-reservoir dat in een geïsoleerde laag ligt, heeft op een diepte van 3.500 meter een temperatuur van 126 graden Celsius, het heeft een initieel hoge reservoirdruk en is via bestaande pijpleidingen met het vasteland verbonden.

## Vergunningsaanvraag
In 2012 vinden voor het ROAD-project de eerste voorbereidingen plaats. Het betreft de Europese adviesaanvraag van de ontwerpvergunning voor permanente CO2-opslag op zee in het bijna leeggeproduceerde P18-4-reservoir van het Nederlands Continentaal Plat. Het project heeft een gemiddelde ontwerpcapaciteit van 1,1 miljoen ton CO2 per jaar. Het bijna lege P18-4-gasreservoir komt het jaar 2015 vrij en zal naar verwachting tussen 2015 en 2018 operationeel zijn voor industriële CO2-opslag. Op een diepte van 3.500 meter moet de operationele werkdruk die tot 320 bar oploopt en die hoger is nabij de injectieput, beneden de omgevingsdruk van 348,5 bar worden gehouden ondanks de hoge initiële reservoir begindruk van 377 bar.
De productieputten van het naburige P15-9-reservoir moeten na het verlaten van de putten CO2 bestendig zijn.
Het afgevangen CO2 kan in principe in de drie geïsoleerde gasreservoirs van het P18 veld geïnjecteerd worden. Deze hebben een initiële begindruk van 340 en 377 bar en een temperatuur van 117 en 126 graden Celsius. Gezamenlijk hebben de reservoirs een verwachte opslagcapaciteit van 33 miljoen ton CO2 op een diepte van 3.000 en 3.500 meter. Er geldt dat op deze diepten een hydrostatische druk moet heersen van 300 en 350 bar, hetgeen niet het geval is, zodat de gunstige initiële begindrukken een overdruk zijn te noemen.

## Financiering
De rijksoverheid zal tot 2020 maximaal 150 miljoen euro bijdragen aan dit project, deze bijdrage komt boven op de subsidie van de Europese Unie van 180 miljoen euro uit het Europees economisch herstel programma. Andere kosten worden gedragen door de initiatiefnemers E.ON en GDF Suez en de exploitant van het P18-veld TAQA Energy.

## P18-veld

Locatie van het P15- en P18-veld

De afdichtende bovenlaag, die uit het Trias stamt, is 160 meter dik en bestaat uit een ondoorlatende schalie met dunne lagen of banken van anhydriet en dolomiet. Dit is de afdichtende bovenlaag over de P18-reservoirs. Het reservoirgesteente bestaat overwegend uit rode zandsteen en heeft een dikte van 215 meter. Dit wordt bontzandsteen genoemd, gevormd op de grens van het late Perm en Onder-Trias. Onder het reservoir bevindt zich een laag afdichtende onder-bontzandsteen die uit schalie bestaat met een dikte van 150 meter. Hieronder ligt het Carboon. Het P18-veld maakt deel uit van het West-Nederlands Bekken.

### P18-4-reservoir
Het reservoir P18-4 wordt aan alle zijden begrensd door breuken. De breuken aan de zijden van de reservoirs zijn ondoorlatend en sluiten het reservoir voor CO2-migratie af. Een uitzondering hierop vormt één breuk die aan een ander zandsteenreservoir grenst. Dit vormt de mogelijkheid van een CO2-migratiepad van P18-4 naar het reservoir P15-9. Door CO2-injectie wordt het drukverschil tussen de beide reservoirs uiteindelijk tot 300 bar groot, wat het ontstaan van een migratiepad kan veroorzaken.

### Horsten en slenken
In het Trias liggen de horsten en weggezakte slenken waarvandaan de zijdelingse breukvlakken komen. Het zijn ondoorlatende kleiachtige breukvlakken die zijdelings van de gasreservoirs in het Jura liggen. Het Jura is ongeveer 400 meter dik en bestaat uit afsluitende kleisteen met plaatselijk dolomiet.
De horsten en slenken hebben de drie zandsteenreservoirs, die onder een gunstige initiële overdruk hebben gestaan, geïsoleerd van de oorspronkelijke watervoerende zandsteenlaag. Er wordt over afgesloten of geïsoleerd gesproken als watercirculatie of contact met water ontbreekt.
Tektoniek, zowel breukbewegingen tijdens het ontstaan van horsten en slenken als plooiing, speelde een belangrijke rol bij de vorming van de reservoirs.

## Einde project
Het ROAD-project werd op 15 september 2017 stopgezet na de terugtrekking van Engie en Uniper. Minister Kamp had de beëindiging al op 27 juni 2017 in de Tweede Kamer aangekondigd.